# Liste der Baudenkmale in Bockenem
In der Liste der Baudenkmale in Bockenem sind alle Baudenkmale der niedersächsischen Gemeinde Bockenem aufgelistet. Die Quelle der  Baudenkmale ist der Denkmalatlas Niedersachsen. Der Stand der Liste ist der 25. November 2021.

## Allgemein
In den Spalten befinden sich folgende Informationen:
- Lage: die Adresse des Baudenkmales und die geographischen Koordinaten. Kartenansicht, um Koordinaten zu setzen. In der Kartenansicht sind Baudenkmale ohne Koordinaten mit einem roten Marker dargestellt und können in der Karte gesetzt werden. Baudenkmale ohne Bild sind mit einem blauen Marker gekennzeichnet, Baudenkmale mit Bild mit einem grünen Marker.
- Bezeichnung: Bezeichnung des Baudenkmales
- Beschreibung: die Beschreibung des Baudenkmales. Unter § 3 Abs. 2 NDSchG werden Einzeldenkmale und unter § 3 Abs. 3 NDSchG Gruppen baulicher Anlagen und deren Bestandteile ausgewiesen.
- ID: die Objekt-ID des Baudenkmales
- Bild: ein Bild des Baudenkmales, ggf. zusätzlich mit einem Link zu weiteren Fotos des Baudenkmals im Medienarchiv Wikimedia Commons. Wenn man auf das Kamerasymbol klickt, können Fotos zu Baudenkmalen aus dieser Liste hochgeladen werden:

## Bockenem

### Gruppe: Wohn-Geschäftshäuser, Buchholzmarkt
Die Gruppe „Wohn-Geschäftshäuser, Buchholzmarkt“ hat die ID 34455309. In dieser Gruppe sind zwei weitere Gruppen enthalten: „Hofanlage Buchholzmarkt 6/7“ und „Schulensemble“. Hier die Baudenkmale, die in beiden Gruppen enthalten sind.

#### Gruppe: Hofanlage Buchholzmarkt 6/7
Die Gruppe „Hofanlage Buchholzmarkt 6/7“ hat die ID 46059364.

| Lage                                         | Bezeichnung | Beschreibung | ID       | Bild |
| -------------------------------------------- | ----------- | ------------ | -------- | ---- |
| Buchholzmarkt 6/7 52° 0′ 32″ N, 10° 7′ 45″ O | Wohnhaus    |              | 34488432 | BW   |
| Buchholzmarkt 6/7 52° 0′ 33″ N, 10° 7′ 44″ O | Scheune     |              | 34488454 | BW   |

#### Gruppe: Schulensemble
Die Gruppe „Schulensemble“ hat die ID 46484080.

| Lage                                        | Bezeichnung        | Beschreibung                                                    | ID       | Bild |
| ------------------------------------------- | ------------------ | --------------------------------------------------------------- | -------- | ---- |
| Buchholzmarkt 21 52° 0′ 31″ N, 10° 7′ 46″ O | Schule             |                                                                 | 34488785 | BW   |
| Am Papenberg 1 52° 0′ 30″ N, 10° 7′ 46″ O   | Wirtschaftsgebäude | Das Baudenkmal befindet sich nur in der Gruppe „Schulensemble“. | 46484310 | BW   |
| Am Papenberg 1 52° 0′ 30″ N, 10° 7′ 46″ O   | Schule             | Das Baudenkmal befindet sich nur in der Gruppe „Schulensemble“. | 34477053 | BW   |

#### Baudenkmale in der Gruppe Wohn-Geschäftshäuser, Buchholzmarkt
Die Gruppe „Wohn-Geschäftshäuser, Buchholzmarkt“ hat die ID 46059364.

| Lage                                          | Bezeichnung         | Beschreibung                   | ID       | Bild           |
| --------------------------------------------- | ------------------- | ------------------------------ | -------- | -------------- |
| Buchholzmarkt 52° 0′ 30″ N, 10° 7′ 44″ O      | Kirche              | Kirche St. Pankratius Bockenem | 34488244 | Weitere Bilder |
| Buchholzmarkt 52° 0′ 31″ N, 10° 7′ 45″ O      | Pflatzfläche        |                                | 34488222 | BW             |
| Buchholzmarkt 52° 0′ 31″ N, 10° 7′ 44″ O      | Kriegerdenkmal      | 1870/71                        | 34488270 | BW             |
| Marktstraße 4 52° 0′ 32″ N, 10° 7′ 42″ O      | Wohn-/Geschäftshaus |                                | 34488863 | BW             |
| Buchholzmarkt 2 52° 0′ 31″ N, 10° 7′ 42″ O    | Wohn-/Geschäftshaus |                                | 34488322 | BW             |
| Buchholzmarkt 1 52° 0′ 30″ N, 10° 7′ 42″ O    | Wohn-/Geschäftshaus |                                | 34488300 | BW             |
| Buchholzmarkt 20 52° 0′ 31″ N, 10° 7′ 46″ O   | Wohn-/Geschäftshaus |                                | 34488763 | BW             |
| Buchholzmarkt 19 52° 0′ 31″ N, 10° 7′ 47″ O   | Wohn-/Geschäftshaus |                                | 34488741 | BW             |
| Buchholzmarkt 18 52° 0′ 31″ N, 10° 7′ 47″ O   | Wohn-/Geschäftshaus |                                | 34488719 | BW             |
| Buchholzmarkt 17 52° 0′ 31″ N, 10° 7′ 48″ O   | Wohn-/Geschäftshaus |                                | 34488697 | BW             |
| Buchholzmarkt 16 52° 0′ 31″ N, 10° 7′ 48″ O   | Wohn-/Geschäftshaus |                                | 34455309 | BW             |
| Buchholzmarkt 15 52° 0′ 31″ N, 10° 7′ 49″ O   | Wohn-/Geschäftshaus |                                | 34488652 | BW             |
| Buchholzmarkt 14 52° 0′ 31″ N, 10° 7′ 50″ O   | Wohn-/Geschäftshaus |                                | 34488630 | BW             |
| Buchholzmarkt 13 52° 0′ 32″ N, 10° 7′ 50″ O   | Wohn-/Geschäftshaus |                                | 34488608 | BW             |
| Kurze Burgstraße 1 52° 0′ 32″ N, 10° 7′ 49″ O | Wohn-/Geschäftshaus |                                | 34488839 | BW             |
| Buchholzmarkt 12 52° 0′ 32″ N, 10° 7′ 48″ O   | Wohn-/Geschäftshaus |                                | 34488586 | BW             |
| Buchholzmarkt 11 52° 0′ 32″ N, 10° 7′ 48″ O   | Wohn-/Geschäftshaus |                                | 34488564 | BW             |
| Buchholzmarkt 10 52° 0′ 32″ N, 10° 7′ 47″ O   | Wohn-/Geschäftshaus |                                | 34488542 | BW             |
| Buchholzmarkt 9 52° 0′ 32″ N, 10° 7′ 47″ O    | Wohn-/Geschäftshaus |                                | 34488520 | BW             |
| Buchholzmarkt 8 52° 0′ 32″ N, 10° 7′ 46″ O    | Wohn-/Geschäftshaus |                                | 34488498 | BW             |

### Gruppe: Wohnhäuser, Lange Burgstraße 6–12
Die Gruppe „Wohnhäuser, Lange Burgstraße 6 - 12“ hat die ID 34455380.

| Lage                                           | Bezeichnung | Beschreibung | ID       | Bild |
| ---------------------------------------------- | ----------- | ------------ | -------- | ---- |
| Lange Burgstraße 6 52° 0′ 36″ N, 10° 7′ 45″ O  | Wohnhaus    |              | 34483777 | BW   |
| Lange Burgstraße 7 52° 0′ 36″ N, 10° 7′ 46″ O  | Wohnhaus    |              | 34483799 | BW   |
| Lange Burgstraße 8 52° 0′ 36″ N, 10° 7′ 46″ O  | Wohnhaus    |              | 34483821 | BW   |
| Lange Burgstraße 9 52° 0′ 36″ N, 10° 7′ 47″ O  | Wohnhaus    |              | 34483843 | BW   |
| Lange Burgstraße 10 52° 0′ 36″ N, 10° 7′ 47″ O | Wohnhaus    |              | 34483865 | BW   |
| Lange Burgstraße 11 52° 0′ 36″ N, 10° 7′ 48″ O | Wohnhaus    |              | 34483887 | BW   |
| Lange Burgstraße 12 52° 0′ 36″ N, 10° 7′ 48″ O | Wohnhaus    |              | 34483909 | BW   |
| Kirchhof 2 52° 0′ 28″ N, 10° 7′ 44″ O          | Pfarrhaus   |              | 34488807 | BW   |

### Gruppe: Wohnhäuser, Bönnierstraße 8–10
Die Gruppe „Wohnhäuser, Bönnierstraße 8-10“ hat die ID 34455253.

| Lage                                         | Bezeichnung | Beschreibung | ID       | Bild |
| -------------------------------------------- | ----------- | ------------ | -------- | ---- |
| Bönnier Straße 8 52° 0′ 33″ N, 10° 7′ 35″ O  | Wohnhaus    |              | 34487766 | BW   |
| Bönnier Straße 9 52° 0′ 33″ N, 10° 7′ 36″ O  | Wohnhaus    |              | 34487788 | BW   |
| Bönnier Straße 10 52° 0′ 34″ N, 10° 7′ 36″ O | Wohnhaus    |              | 34487810 | BW   |

### Gruppe: Wohn-/Geschäftshaus, Bönnierstraße 15–18
Die Gruppe „Wohn-/Geschäftshaus, Bönnierstraße 15-18“ hat die ID 34455267.

| Lage                                        | Bezeichnung         | Beschreibung | ID       | Bild |
| ------------------------------------------- | ------------------- | ------------ | -------- | ---- |
| Bönnierstraße 15 52° 0′ 34″ N, 10° 7′ 40″ O | Wohn-/Geschäftshaus |              | 34487832 | BW   |
| Bönnierstraße 16 52° 0′ 34″ N, 10° 7′ 41″ O | Wohn-/Geschäftshaus |              | 34487854 | BW   |
| Bönnierstraße 16 52° 0′ 33″ N, 10° 7′ 41″ O | Seitenflügel        |              | 34488195 | BW   |
| Bönnierstraße 17 52° 0′ 34″ N, 10° 7′ 42″ O | Wohn-/Geschäftshaus |              | 34487882 | BW   |
| Bönnierstraße 18 52° 0′ 34″ N, 10° 7′ 43″ O | Wohn-/Geschäftshaus |              | 34487904 | BW   |

### Gruppe: Wohn-/Geschäftshaus, Bönnierstraße 23, 24
Die Gruppe „Wohn-/Geschäftshaus, Bönnierstraße 23, 24“ hat die ID 34455267.

| Lage                                        | Bezeichnung         | Beschreibung | ID       | Bild |
| ------------------------------------------- | ------------------- | ------------ | -------- | ---- |
| Bönnierstraße 23 52° 0′ 35″ N, 10° 7′ 40″ O | Wohn-/Geschäftshaus |              | 34487926 | BW   |
| Bönnierstraße 24 52° 0′ 35″ N, 10° 7′ 40″ O | Wohn-/Geschäftshaus |              | 34487948 | BW   |

### Gruppe: Wohn-/Geschäftshäuser, Bönnierstraße 28–33
Die Gruppe „Wohn-/Geschäftshäuser, Bönnierstraße 28 - 33“ hat die ID 34455295.

| Lage                                         | Bezeichnung         | Beschreibung | ID       | Bild |
| -------------------------------------------- | ------------------- | ------------ | -------- | ---- |
| Bönnier Straße 28 52° 0′ 34″ N, 10° 7′ 36″ O | Wohn-/Geschäftshaus |              | 34487970 | BW   |
| Bönnier Straße 29 52° 0′ 34″ N, 10° 7′ 35″ O | Wohn-/Geschäftshaus |              | 34487992 | BW   |
| Bönnier Straße 30 52° 0′ 34″ N, 10° 7′ 35″ O | Wohn-/Geschäftshaus |              | 34488014 | BW   |
| Bönnier Straße 31 52° 0′ 34″ N, 10° 7′ 35″ O | Wohn-/Geschäftshaus |              | 34488036 | BW   |
| Bönnier Straße 32 52° 0′ 34″ N, 10° 7′ 34″ O | Wohn-/Geschäftshaus |              | 34488058 | BW   |
| Bönnier Straße 33 52° 0′ 34″ N, 10° 7′ 33″ O | Wohn-/Geschäftshaus |              | 34488080 | BW   |

### Gruppe: Wohnhäuser, Lange Burgstraße 22–24
Die Gruppe „Wohnhäuser, Lange Burgstraße 22 - 24“ hat die ID 34455394.

| Lage                                           | Bezeichnung | Beschreibung | ID       | Bild |
| ---------------------------------------------- | ----------- | ------------ | -------- | ---- |
| Lange Burgstraße 22 52° 0′ 35″ N, 10° 7′ 46″ O | Wohnhaus    |              | 34483931 | BW   |
| Lange Burgstraße 23 52° 0′ 35″ N, 10° 7′ 45″ O | Wohnhaus    |              | 34483953 | BW   |
| Lange Burgstraße 24 52° 0′ 35″ N, 10° 7′ 44″ O | Wohnhaus    |              | 34483975 | BW   |

### Gruppe: Wohnhäuser, Allee 4
Die Gruppe „Wohnhäuser, Allee 4“ hat die ID 34455210.

| Lage                                                      | Bezeichnung  | Beschreibung | ID       | Bild |
| --------------------------------------------------------- | ------------ | ------------ | -------- | ---- |
| Königsstraße 15 52° 0′ 32″ N, 10° 7′ 39″ O                | Nebengebäude |              | 34483733 | BW   |
| Stobenstraße 1a 52° 0′ 32″ N, 10° 7′ 38″ O                | Wohnhaus     |              | 34484837 | BW   |
| Stobenstraße 1 52° 0′ 31″ N, 10° 7′ 38″ O                 | Wohnhaus     |              | 34484815 | BW   |
| Stobenstraße 2 52° 0′ 31″ N, 10° 7′ 37″ O                 | Wohnhaus     |              | 34484859 | BW   |
| Stobenstraße 3 52° 0′ 31″ N, 10° 7′ 37″ O                 | Wohnhaus     |              | 34484881 | BW   |
| Stobenstraße 4 52° 0′ 31″ N, 10° 7′ 36″ O                 | Wohnhaus     |              | 34484903 | BW   |
| Stobenstraße 5 52° 0′ 31″ N, 10° 7′ 36″ O                 | Wohnhaus     |              | 34484925 | BW   |
| Stobenstraße 6 52° 0′ 31″ N, 10° 7′ 36″ O                 | Wohnhaus     |              | 34484947 | BW   |
| Stobenstraße 7 52° 0′ 31″ N, 10° 7′ 35″ O                 | Wohnhaus     |              | 34484969 | BW   |
| Stobenstraße 8 52° 0′ 31″ N, 10° 7′ 35″ O                 | Wohnhaus     |              | 34484991 | BW   |
| Stobenstraße 9 52° 0′ 31″ N, 10° 7′ 34″ O                 | Wohnhaus     |              | 34485013 | BW   |
| Stobenstraße 10 52° 0′ 31″ N, 10° 7′ 34″ O                | Wohnhaus     |              | 34485035 | BW   |
| Bürgermeister-Brenneke-Allee 4 52° 0′ 31″ N, 10° 7′ 34″ O | Wohnhaus     |              | 34483467 | BW   |
| Stobenstraße 11 52° 0′ 32″ N, 10° 7′ 34″ O                | Wohnhaus     |              | 34485057 | BW   |
| Stobenstraße 12 52° 0′ 32″ N, 10° 7′ 35″ O                | Wohnhaus     |              | 34485079 | BW   |
| Stobenstraße 13 52° 0′ 32″ N, 10° 7′ 35″ O                | Wohnhaus     |              | 34485101 | BW   |
| Stobenstraße 14 52° 0′ 32″ N, 10° 7′ 35″ O                | Wohnhaus     |              | 34485123 | BW   |
| Stobenstraße 15 52° 0′ 32″ N, 10° 7′ 36″ O                | Wohnhaus     |              | 34485145 | BW   |
| Stobenstraße 16 52° 0′ 32″ N, 10° 7′ 36″ O                | Wohnhaus     |              | 34485167 | BW   |
| Stobenstraße 17 52° 0′ 32″ N, 10° 7′ 37″ O                | Wohnhaus     |              | 34485189 | BW   |
| Stobenstraße 18 52° 0′ 32″ N, 10° 7′ 37″ O                | Wohnhaus     |              | 34485211 | BW   |
| Stobenstraße 19 52° 0′ 32″ N, 10° 7′ 38″ O                | Wohnhaus     |              | 34485233 | BW   |
| Stobenstraße 20 52° 0′ 32″ N, 10° 7′ 38″ O                | Wohnhaus     |              | 34485255 | BW   |
| Stobenstraße 21 52° 0′ 32″ N, 10° 7′ 39″ O                | Wohnhaus     |              | 34485277 | BW   |

### Gruppe: Wohn-/Geschäftshäuser, Königstraße 13–15
Die Gruppe „Wohn-/Geschäftshäuser, Königstraße 13-15“ hat die ID 34455366.

| Lage                                      | Bezeichnung         | Beschreibung                                               | ID       | Bild |
| ----------------------------------------- | ------------------- | ---------------------------------------------------------- | -------- | ---- |
| Königstraße 13 52° 0′ 31″ N, 10° 7′ 40″ O | Wohn-/Geschäftshaus |                                                            | 34483688 | BW   |
| Königstraße 14 52° 0′ 31″ N, 10° 7′ 39″ O | Wohn-/Geschäftshaus |                                                            | 34483711 | BW   |
| Königstraße 15 52° 0′ 32″ N, 10° 7′ 39″ O | Wohn-/Geschäftshaus | Das Haus gehört auch bis zur Gruppe „Wohnhäuser, Allee 4“. | 34483755 | BW   |

### Gruppe: Wohnhäuser, Rodentau
Die Gruppe „Wohnhäuser, Rodentau“ hat die ID 34455408.

| Lage                                   | Bezeichnung | Beschreibung | ID       | Bild |
| -------------------------------------- | ----------- | ------------ | -------- | ---- |
| Rodentau 1 52° 0′ 28″ N, 10° 7′ 41″ O  | Wohnhaus    |              | 34484019 | BW   |
| Rodentau 2 52° 0′ 28″ N, 10° 7′ 41″ O  | Wohnhaus    |              | 34484041 | BW   |
| Rodentau 3 52° 0′ 28″ N, 10° 7′ 40″ O  | Wohnhaus    |              | 34484064 | BW   |
| Rodentau 4 52° 0′ 28″ N, 10° 7′ 40″ O  | Wohnhaus    |              | 34484086 | BW   |
| Rodentau 5 52° 0′ 28″ N, 10° 7′ 39″ O  | Wohnhaus    |              | 34484108 | BW   |
| Rodentau 7 52° 0′ 28″ N, 10° 7′ 38″ O  | Wohnhaus    |              | 34484152 | BW   |
| Rodentau 8 52° 0′ 28″ N, 10° 7′ 38″ O  | Wohnhaus    |              | 34484174 | BW   |
| Rodentau 9 52° 0′ 28″ N, 10° 7′ 38″ O  | Wohnhaus    |              | 34484196 | BW   |
| Rodentau 10 52° 0′ 27″ N, 10° 7′ 37″ O | Wohnhaus    |              | 34484218 | BW   |
| Rodentau 11 52° 0′ 27″ N, 10° 7′ 37″ O | Wohnhaus    |              | 34484240 | BW   |
| Rodentau 12 52° 0′ 27″ N, 10° 7′ 37″ O | Wohnhaus    |              | 34484262 | BW   |
| Rodentau 13 52° 0′ 27″ N, 10° 7′ 36″ O | Wohnhaus    |              | 34484284 | BW   |
| Rodentau 14 52° 0′ 27″ N, 10° 7′ 36″ O | Wohnhaus    |              | 34484306 | BW   |
| Rodentau 15 52° 0′ 27″ N, 10° 7′ 35″ O | Wohnhaus    |              | 34484328 | BW   |
| Rodentau 16 52° 0′ 28″ N, 10° 7′ 35″ O | Wohnhaus    |              | 34484350 | BW   |
| Rodentau 17 52° 0′ 28″ N, 10° 7′ 36″ O | Wohnhaus    |              | 34484372 | BW   |
| Rodentau 18 52° 0′ 28″ N, 10° 7′ 38″ O | Wohnhaus    |              | 34484394 | BW   |
| Rodentau 19 52° 0′ 28″ N, 10° 7′ 39″ O | Wohnhaus    |              | 34484416 | BW   |
| Rodentau 20 52° 0′ 28″ N, 10° 7′ 38″ O | Wohnhaus    |              | 34484438 | BW   |
| Rodentau 21 52° 0′ 29″ N, 10° 7′ 38″ O | Wohnhaus    |              | 34484460 | BW   |
| Rodentau 22 52° 0′ 29″ N, 10° 7′ 38″ O | Wohnhaus    |              | 34484482 | BW   |
| Rodentau 23 52° 0′ 29″ N, 10° 7′ 37″ O | Wohnhaus    |              | 34484504 | BW   |
| Rodentau 24 52° 0′ 29″ N, 10° 7′ 37″ O | Wohnhaus    |              | 34484526 | BW   |
| Rodentau 25 52° 0′ 29″ N, 10° 7′ 37″ O | Wohnhaus    |              | 34484548 | BW   |
| Rodentau 26 52° 0′ 29″ N, 10° 7′ 36″ O | Wohnhaus    |              | 34484571 | BW   |
| Rodentau 27 52° 0′ 29″ N, 10° 7′ 36″ O | Wohnhaus    |              | 34484594 | BW   |
| Rodentau 28 52° 0′ 29″ N, 10° 7′ 36″ O | Wohnhaus    |              | 34484616 | BW   |
| Rodentau 29 52° 0′ 29″ N, 10° 7′ 35″ O | Wohnhaus    |              | 34484638 | BW   |
| Rodentau 30 52° 0′ 29″ N, 10° 7′ 35″ O | Wohnhaus    |              | 34484660 | BW   |
| Rodentau 31 52° 0′ 29″ N, 10° 7′ 34″ O | Wohnhaus    |              | 34484682 | BW   |

### Gruppe: Gerichtsgebäude, Königsstraße 11, 12
Die Gruppe „Gerichtsgebäude, Königsstraße 11, 12“ hat die ID 34455352.

| Lage                                       | Bezeichnung | Beschreibung | ID       | Bild |
| ------------------------------------------ | ----------- | ------------ | -------- | ---- |
| Königsstraße 11 52° 0′ 30″ N, 10° 7′ 40″ O | Amtsgericht |              | 34483644 | BW   |
| Königsstraße 12 52° 0′ 30″ N, 10° 7′ 40″ O | Gefängnis   |              | 34483666 | BW   |

### Gruppe: Wohn-/Geschäftshäuser, Königsstraße 4–10
Die Gruppe „Wohn-/Geschäftshäuser, Königsstraße 4-10“ hat die ID 34455338.

| Lage                                       | Bezeichnung         | Beschreibung | ID       | Bild |
| ------------------------------------------ | ------------------- | ------------ | -------- | ---- |
| Königsstraße 4 52° 0′ 27″ N, 10° 7′ 43″ O  | Wohn-/Geschäftshaus |              | 34483489 | BW   |
| Königsstraße 5 52° 0′ 27″ N, 10° 7′ 42″ O  | Wohn-/Geschäftshaus |              | 34483511 | BW   |
| Königsstraße 6 52° 0′ 28″ N, 10° 7′ 42″ O  | Wohn-/Geschäftshaus |              | 34483533 | BW   |
| Königsstraße 7 52° 0′ 28″ N, 10° 7′ 42″ O  | Wohn-/Geschäftshaus |              | 34483555 | BW   |
| Königsstraße 8 52° 0′ 28″ N, 10° 7′ 42″ O  | Wohn-/Geschäftshaus |              | 34483577 | BW   |
| Königsstraße 10 52° 0′ 29″ N, 10° 7′ 41″ O | Wohn-/Geschäftshaus |              | 34483622 | BW   |

### Gruppe: Winkel
Die Gruppe „Winkel“ hat die ID 34455225.

| Lage                                                      | Bezeichnung  | Beschreibung | ID       | Bild |
| --------------------------------------------------------- | ------------ | ------------ | -------- | ---- |
| Königsstraße 4 52° 0′ 27″ N, 10° 7′ 43″ O                 | Wohnhaus     |              | 34486004 | BW   |
| Winkel 52° 0′ 26″ N, 10° 7′ 41″ O                         | Strassenraum |              | 34486085 | BW   |
| Winkel 52° 0′ 26″ N, 10° 7′ 42″ O                         | Spital       | Beguinenhaus | 34486107 | BW   |
| Winkel 2a 52° 0′ 26″ N, 10° 7′ 43″ O                      | Kapelle      |              | 34486054 | BW   |
| Winkel 2 52° 0′ 26″ N, 10° 7′ 42″ O                       | Wohnhaus     |              | 34486141 | BW   |
| Winkel 3 52° 0′ 25″ N, 10° 7′ 42″ O                       | Wohnhaus     |              | 34486163 | BW   |
| Winkel 4 52° 0′ 25″ N, 10° 7′ 42″ O                       | Wohnhaus     |              | 34486185 | BW   |
| Winkel 5 52° 0′ 25″ N, 10° 7′ 41″ O                       | Wohnhaus     |              | 34486207 | BW   |
| Winkel 6 52° 0′ 25″ N, 10° 7′ 41″ O                       | Wohnhaus     |              | 34486229 | BW   |
| Winkel 7 52° 0′ 25″ N, 10° 7′ 40″ O                       | Wohnhaus     |              | 34486251 | BW   |
| Winkel 8 52° 0′ 25″ N, 10° 7′ 40″ O                       | Wohnhaus     |              | 34486273 | BW   |
| Winkel 9 52° 0′ 25″ N, 10° 7′ 40″ O                       | Wohnhaus     |              | 34486295 | BW   |
| Winkel 10 52° 0′ 24″ N, 10° 7′ 39″ O                      | Wohnhaus     |              | 34486317 | BW   |
| Winkel 11 52° 0′ 24″ N, 10° 7′ 39″ O                      | Wohnhaus     |              | 34486340 | BW   |
| Winkel 12 52° 0′ 24″ N, 10° 7′ 38″ O                      | Wohnhaus     |              | 4486362  | BW   |
| Winkel 13 52° 0′ 24″ N, 10° 7′ 38″ O                      | Wohnhaus     |              | 34486384 | BW   |
| Winkel 14 52° 0′ 24″ N, 10° 7′ 37″ O                      | Wohnhaus     |              | 34486406 | BW   |
| Winkel 15 52° 0′ 24″ N, 10° 7′ 37″ O                      | Wohnhaus     |              | 34486428 | BW   |
| Winkel 16 52° 0′ 24″ N, 10° 7′ 37″ O                      | Wohnhaus     |              | 34486450 | BW   |
| Bürgermeister-Brenneke-Allee 5 52° 0′ 24″ N, 10° 7′ 37″ O | Wohnhaus     |              | 34485960 | BW   |
| Winkel 17 52° 0′ 24″ N, 10° 7′ 37″ O                      | Wohnhaus     |              | 34486472 | BW   |
| Winkel 18 52° 0′ 25″ N, 10° 7′ 37″ O                      | Wohnhaus     |              | 34486494 | BW   |
| Winkel 19 52° 0′ 25″ N, 10° 7′ 38″ O                      | Wohnhaus     |              | 34486516 | BW   |
| Winkel 20 52° 0′ 25″ N, 10° 7′ 38″ O                      | Wohnhaus     |              | 34486538 | BW   |
| Winkel 21 52° 0′ 25″ N, 10° 7′ 39″ O                      | Wohnhaus     |              | 34486560 | BW   |
| Winkel 22 52° 0′ 25″ N, 10° 7′ 39″ O                      | Wohnhaus     |              | 34486582 | BW   |
| Winkel 23 52° 0′ 25″ N, 10° 7′ 39″ O                      | Wohnhaus     |              | 34486604 | BW   |
| Winkel 24 52° 0′ 25″ N, 10° 7′ 40″ O                      | Wohnhaus     |              | 34486626 | BW   |
| Winkel 24 52° 0′ 25″ N, 10° 7′ 40″ O                      | Wohnhaus     |              | 34486626 | BW   |
| Winkel 25 52° 0′ 26″ N, 10° 7′ 40″ O                      | Wohnhaus     |              | 34486648 | BW   |
| Winkel 26 52° 0′ 26″ N, 10° 7′ 40″ O                      | Wohnhaus     |              | 34486670 | BW   |
| Winkel 27 52° 0′ 26″ N, 10° 7′ 39″ O                      | Wohnhaus     |              | 34486692 | BW   |
| Winkel 28 52° 0′ 26″ N, 10° 7′ 40″ O                      | Wohnhaus     |              | 34486714 | BW   |
| Winkel 29 52° 0′ 26″ N, 10° 7′ 41″ O                      | Wohnhaus     |              | 34486736 | BW   |
| Winkel 30 52° 0′ 27″ N, 10° 7′ 41″ O                      | Wohnhaus     |              | 34486759 | BW   |

### Gruppe: Villa, Dillsburg
Die Gruppe „Villa, Dillsburg“ hat die ID 34455323.

| Lage                                  | Bezeichnung  | Beschreibung | ID       | Bild |
| ------------------------------------- | ------------ | ------------ | -------- | ---- |
| Dillsburg 51° 59′ 28″ N, 10° 6′ 12″ O | Villa        |              | 34488127 | BW   |
| Dillsburg 51° 59′ 27″ N, 10° 6′ 9″ O  | Nebengebäude |              | 34488149 | BW   |

### Gruppe: Schlangenweg 16–22, Wohnhäuser
Die Gruppe „Schlangenweg 16-22, Wohnhäuser“ hat die ID 34457669.

| Lage                                       | Bezeichnung | Beschreibung | ID       | Bild |
| ------------------------------------------ | ----------- | ------------ | -------- | ---- |
| Schlangenweg 16 52° 0′ 25″ N, 10° 7′ 45″ O | Wohnhaus    |              | 34487340 | BW   |
| Schlangenweg 18 52° 0′ 25″ N, 10° 7′ 45″ O | Wohnhaus    |              | 34487364 | BW   |
| Schlangenweg 20 52° 0′ 25″ N, 10° 7′ 46″ O | Wohnhaus    |              | 34486026 | BW   |
| Schlangenweg 22 52° 0′ 24″ N, 10° 7′ 46″ O | Wohnhaus    |              | 34487388 | BW   |

### Gruppe: Wohnhäuser, Wasserstraße
Die Gruppe „Wohnhäuser, Wasserstraße“ hat die ID 34455437.

| Lage                                       | Bezeichnung              | Beschreibung | ID       | Bild |
| ------------------------------------------ | ------------------------ | ------------ | -------- | ---- |
| Wasserstraße 1 52° 0′ 31″ N, 10° 7′ 49″ O  | Wohnhaus                 |              | 34485321 | BW   |
| Wasserstraße 2 52° 0′ 30″ N, 10° 7′ 49″ O  | Wohnhaus                 |              | 34485343 | BW   |
| Wasserstraße 3 52° 0′ 30″ N, 10° 7′ 49″ O  | Wohnhaus                 |              | 34485365 | BW   |
| Wasserstraße 4 52° 0′ 29″ N, 10° 7′ 50″ O  | Wohnhaus                 |              | 34485387 | BW   |
| Wasserstraße 5 52° 0′ 29″ N, 10° 7′ 50″ O  | Wohnhaus                 |              | 34485409 | BW   |
| Wasserstraße 6 52° 0′ 29″ N, 10° 7′ 50″ O  | Wohnhaus                 |              | 34485431 | BW   |
| Wasserstraße 7 52° 0′ 29″ N, 10° 7′ 52″ O  | Wohnhaus                 |              | 34485453 | BW   |
| Wasserstraße 8 52° 0′ 29″ N, 10° 7′ 51″ O  | Wohnhaus                 |              | 34485475 | BW   |
| Wasserstraße 9 52° 0′ 28″ N, 10° 7′ 51″ O  | Wohnhaus                 |              | 34485497 | BW   |
| Wasserstraße 10 52° 0′ 28″ N, 10° 7′ 50″ O | Wohnhaus                 |              | 34485519 | BW   |
| Wasserstraße 11 52° 0′ 28″ N, 10° 7′ 50″ O | Wohnhaus                 |              | 34485541 | BW   |
| Wasserstraße 12 52° 0′ 28″ N, 10° 7′ 50″ O | Wohnhaus                 |              | 34485563 | BW   |
| Wasserstraße 13 52° 0′ 28″ N, 10° 7′ 49″ O | Wohnhaus                 |              | 34485585 | BW   |
| Wasserstraße 14 52° 0′ 28″ N, 10° 7′ 48″ O | Wohnhaus                 |              | 34485607 | BW   |
| Wasserstraße 15 52° 0′ 28″ N, 10° 7′ 48″ O | Wohnhaus                 |              | 34485629 | BW   |
| Wasserstraße 17 52° 0′ 28″ N, 10° 7′ 48″ O | Wohn-/Wirtschaftsgebäude |              | 34485651 | BW   |
| Wasserstraße 18 52° 0′ 28″ N, 10° 7′ 48″ O | Wohn-/Wirtschaftsgebäude |              | 34485673 | BW   |
| Wasserstraße 19 52° 0′ 28″ N, 10° 7′ 48″ O | Wohn-/Wirtschaftsgebäude |              | 34485695 | BW   |
| Wasserstraße 20 52° 0′ 28″ N, 10° 7′ 49″ O | Wohn-/Wirtschaftsgebäude |              | 34485717 | BW   |
| Wasserstraße 21 52° 0′ 29″ N, 10° 7′ 49″ O | Wohn-/Wirtschaftsgebäude |              | 34485739 | BW   |
| Wasserstraße 22 52° 0′ 29″ N, 10° 7′ 49″ O | Wohn-/Wirtschaftsgebäude |              | 34485761 | BW   |
| Wasserstraße 23 52° 0′ 30″ N, 10° 7′ 49″ O | Wohnhaus                 |              | 34485783 | BW   |

### Gruppe: Bürgermeister-Sander-Straße 9
Die Gruppe „Bürgermeister-Sander-Straße 9“ hat die ID 34459896.

| Lage                                                     | Bezeichnung  | Beschreibung | ID       | Bild |
| -------------------------------------------------------- | ------------ | ------------ | -------- | ---- |
| Bürgermeister-Sander-Straße 8 52° 0′ 40″ N, 10° 7′ 38″ O | Wohnhaus     |              | 34477155 | BW   |
| Bürgermeister-Sander-Straße 52° 0′ 40″ N, 10° 7′ 38″ O   | Wohnhaus     |              | 34488102 | BW   |
| Bürgermeister-Sander-Straße 52° 0′ 41″ N, 10° 7′ 38″ O   | Nebengebäude |              | 34488171 | BW   |

### Gruppe: Friedhofsanlage, Am alten Friedhof
Die Gruppe „Friedhofsanlage, Am alten Friedhof“ hat die ID 34455239.

| Lage                                         | Bezeichnung       | Beschreibung | ID       | Bild |
| -------------------------------------------- | ----------------- | ------------ | -------- | ---- |
| Am Alten Friedhof 52° 0′ 36″ N, 10° 7′ 56″ O | Friedhof          |              | 34487744 | BW   |
| Am Alten Friedhof 52° 0′ 37″ N, 10° 7′ 55″ O | Spolie            |              | 42019590 | BW   |
| Am Alten Friedhof 52° 0′ 37″ N, 10° 7′ 56″ O | Grabmale          |              | 42019612 | BW   |
| Am Alten Friedhof 52° 0′ 36″ N, 10° 7′ 57″ O | Einfriedungsmauer |              | 42019366 | BW   |

### Einzelbaudenkmale
| Lage                                                   | Bezeichnung        | Beschreibung          | ID       | Bild           |
| ------------------------------------------------------ | ------------------ | --------------------- | -------- | -------------- |
| Bönnierstraße 19 52° 0′ 35″ N, 10° 7′ 42″ O            | Wohnhaus           |                       | 34477073 | BW             |
| Lange Burgstraße 15 52° 0′ 36″ N, 10° 7′ 50″ O         | Wohnhaus           |                       | 34477264 | BW             |
| Am Lappenberg 4-5 52° 0′ 36″ N, 10° 7′ 51″ O           | Wohnhaus           | ehemaliger Junkernhof | 34477030 | BW             |
| Judenstraße 4 52° 0′ 34″ N, 10° 7′ 44″ O               | Wohnhaus           |                       | 34477197 | BW             |
| Königsstraße 28 52° 0′ 27″ N, 10° 7′ 44″ O             | Verwaltungsgebäude | Kreiskirchenamt       | 34477240 | BW             |
| Königsstraße 28 52° 0′ 27″ N, 10° 7′ 45″ O             | Wohnhaus           |                       | 34477217 | BW             |
| Schlangenweg 11 52° 0′ 25″ N, 10° 7′ 46″ O             | Wohnhaus           |                       | 34477305 | BW             |
| Wasserstraße 16 52° 0′ 28″ N, 10° 7′ 46″ O             | Wohn-/Gasthaus     |                       | 34477366 | BW             |
| Königsstraße 3 52° 0′ 26″ N, 10° 7′ 44″ O              | Wohnhaus           |                       | 34485982 | BW             |
| Bundesstraße 243/Königsturm 51° 59′ 19″ N, 10° 8′ 2″ O | Wohnhaus           |                       | 34477134 | BW             |
| Bundesstraße 243/Königsturm 51° 59′ 18″ N, 10° 8′ 2″ O | Nebengebäude       |                       | 34478925 | BW             |
| Bundesstraße 243/Königsturm 51° 59′ 18″ N, 10° 8′ 3″ O | Turm               | Königsturm Bockenem   | 34477113 | Weitere Bilder |
| Buchholzmarkt 16 52° 0′ 30″ N, 10° 7′ 48″ O            | Wirtschaftsgebäude |                       | 34477093 | BW             |
| Wiesenstraße 3 52° 0′ 38″ N, 10° 7′ 37″ O              | Villa              |                       | 34477386 | BW             |
| Wiesenstraße 3 52° 0′ 39″ N, 10° 7′ 38″ O              | Einfriedung        |                       | 34479075 | BW             |
| Mahlumer Straße 2 52° 0′ 34″ N, 10° 8′ 5″ O            | Wohnhaus           |                       | 34477284 | BW             |
| Mahlumer Straße 2 52° 0′ 34″ N, 10° 8′ 6″ O            | Park               |                       | 34478904 | BW             |
| Dalsenkrug 52° 1′ 27″ N, 10° 8′ 17″ O                  | Gaststätte         |                       | 34477176 | BW             |

## Bönnien

### Einzelbaudenkmale
| Lage                                           | Bezeichnung    | Beschreibung        | ID       | Bild |
| ---------------------------------------------- | -------------- | ------------------- | -------- | ---- |
| Alte Posthofstraße 52° 1′ 0″ N, 10° 6′ 21″ O   | Kirche         | Evangelische Kirche | 34477407 |      |
| Alte Posthofstraße 52° 0′ 59″ N, 10° 6′ 20″ O  | Kriegerdenkmal | 1939/1945           | 34477428 | BW   |
| Störyer Straße 9 52° 0′ 59″ N, 10° 6′ 13″ O    | Wohnhaus       |                     | 34477469 | BW   |
| Alte Posthofstraße 25 52° 1′ 2″ N, 10° 6′ 8″ O | Wohnhaus       |                     | 34477449 | BW   |

## Bornum am Harz

### Gruppe: Hofanlage, Heerstraße 19
Die Gruppe „Hofanlage, Heerstraße 19“ hat die ID 34459662.

| Lage                                      | Bezeichnung | Beschreibung | ID       | Bild |
| ----------------------------------------- | ----------- | ------------ | -------- | ---- |
| Heerstraße 19 51° 58′ 37″ N, 10° 8′ 28″ O | Wohnhaus    |              | 34486781 | BW   |
| Heerstraße 19 51° 58′ 38″ N, 10° 8′ 26″ O | Scheune     |              | 34487412 | BW   |
| Heerstraße 19 51° 58′ 37″ N, 10° 8′ 27″ O | Einfriedung |              | 34487441 | BW   |

### Einzelbaudenkmale
| Lage                                   | Bezeichnung        | Beschreibung                              | ID       | Bild |
| -------------------------------------- | ------------------ | ----------------------------------------- | -------- | ---- |
| Heerstraße 51° 58′ 38″ N, 10° 8′ 46″ O | Kirche             | Evangelische Kirche St. Cosmas und Damian | 34477517 | BW   |
| Heerstraße 51° 58′ 37″ N, 10° 8′ 46″ O | Kriegerdenkmal     |                                           | 34477539 | BW   |
| Heerstraße 51° 58′ 37″ N, 10° 8′ 45″ O | Einfriedung        |                                           | 34479053 | BW   |
| Hütteberg 51° 58′ 26″ N, 10° 8′ 7″ O   | Hochofen           | Wilhelmshütte                             | 34477580 | BW   |
| Hütteberg 51° 58′ 23″ N, 10° 8′ 6″ O   | Verwaltungsgebäude |                                           | 34477559 | BW   |

## Bültum

### Gruppe: Großer Thieberg, Kirche St. Martin
Die Gruppe „Großer Thieberg, Kirche St. Martin“ hat die ID 34455452.

| Lage                                       | Bezeichnung    | Beschreibung          | ID       | Bild |
| ------------------------------------------ | -------------- | --------------------- | -------- | ---- |
| Großer Thieberg 52° 1′ 21″ N, 10° 3′ 51″ O | Kirche         | Ev. Kirche St. Martin | 34485805 | BW   |
| Großer Thieberg 52° 1′ 20″ N, 10° 3′ 51″ O | Kirchhof       |                       | 34485875 | BW   |
| Großer Thieberg 52° 1′ 21″ N, 10° 3′ 51″ O | Kriegerdenkmal | 1939/1949             | 34485898 | BW   |
| Großer Thieberg 52° 1′ 20″ N, 10° 3′ 50″ O | Einfriedung    |                       | 34485920 | BW   |

### Einzelbaudenkmale
| Lage                               | Bezeichnung | Beschreibung | ID       | Bild |
| ---------------------------------- | ----------- | ------------ | -------- | ---- |
| Wehme 2 52° 1′ 24″ N, 10° 3′ 54″ O | Schmiede    |              | 34478709 | BW   |

## Groß Ilde

### Gruppe: Schneidergasse, Kirche St. Lamberti
Die Gruppe „Schneidergasse, Kirche St. Lamberti“ hat die ID 34459702.

| Lage                                        | Bezeichnung | Beschreibung | ID       | Bild |
| ------------------------------------------- | ----------- | ------------ | -------- | ---- |
| Schneidergasse 52° 0′ 38″ N, 10° 2′ 34″ O   | Kirche      | St. Lamberti | 34486804 | BW   |
| Schneidergasse 2 52° 0′ 37″ N, 10° 2′ 33″ O | Pfarrhaus   |              | 34486829 | BW   |

### Einzelbaudenkmale
| Lage                                    | Bezeichnung    | Beschreibung | ID       | Bild |
| --------------------------------------- | -------------- | ------------ | -------- | ---- |
| Am Denkmal 52° 0′ 40″ N, 10° 2′ 35″ O   | Kriegerdenkmal | 1914/1918    | 34477625 | BW   |
| Am Denkmal 4 52° 0′ 36″ N, 10° 2′ 31″ O | Wohnhaus       |              | 34477667 | BW   |

## Hary

### Einzelbaudenkmale
| Lage                                        | Bezeichnung    | Beschreibung | ID       | Bild |
| ------------------------------------------- | -------------- | --- | -------- | ---- |
| Pastorenberg 52° 0′ 21″ N, 10° 5′ 33″ O     | Kirche         | Die evangelische Kirche St. Katharina ist eine Saalkirche, die 1753 im Stil des Barockes neu gestaltet wurde. Der westliche Teil der Kirche ist wahrscheinlich aus dem Mittelalter. Im Inneren befindet sich ein Kanzelaltar aus dem Jahr 1753, Ersteller war die Bartels-Werkstatt in Hildesheim. In der Predella befindet sich ein Abendsmahlsbildnis, die polygonale Kanzel wird umrundet von den vier Evangelisten. | 34477729 | BW   |
| Pastorenberg 2 52° 0′ 20″ N, 10° 5′ 31″ O   | Pfarrhaus      | | 34477750 | BW   |
| Prinzenstraße 16 52° 0′ 23″ N, 10° 5′ 39″ O | Wohnhaus       | | 34477770 | BW   |
| Blumenstraße 3 52° 0′ 23″ N, 10° 5′ 45″ O   | Wohnhaus       | Haupthaus | 34477687 | BW   |
| Thingstraße 52° 0′ 19″ N, 10° 5′ 43″ O      | Kriegerdenkmal | 1914/1918 | 34477790 | BW   |
| Langer Brink 18 52° 0′ 9″ N, 10° 5′ 33″ O   | Wohnhaus       | | 34477709 | BW   |

## Jerze

### Gruppe: Wohn-/Wirtschaftsgebäude, Veledaweg 3, 5
Die Gruppe „Wohn-/Wirtschaftsgebäude, Veledaweg 3, 5“ hat die ID 34455466.

| Lage                                    | Bezeichnung              | Beschreibung | ID       | Bild |
| --------------------------------------- | ------------------------ | ------------ | -------- | ---- |
| Veledaweg 3 51° 58′ 13″ N, 10° 9′ 47″ O | Wohn-/Wirtschaftsgebäude |              | 34485830 | BW   |
| Veledaweg 5 51° 58′ 12″ N, 10° 9′ 48″ O | Wohn-/Wirtschaftsgebäude |              | 34485852 | BW   |

### Einzelbaudenkmale
| Lage                                  | Bezeichnung | Beschreibung | ID       | Bild |
| ------------------------------------- | ----------- | ------------ | -------- | ---- |
| Veledaweg 51° 58′ 13″ N, 10° 9′ 46″ O | Kirche      | St. Gertrud  | 34477811 | BW   |
| Veledaweg 51° 58′ 14″ N, 10° 9′ 47″ O | Denkmal     |              | 34479162 | BW   |
| Veledaweg 51° 58′ 13″ N, 10° 9′ 45″ O | Einfriedung |              | 34478968 | BW   |

## Klein Ilde

### Einzelbaudenkmale
| Lage                                   | Bezeichnung | Beschreibung         | ID       | Bild |
| -------------------------------------- | ----------- | -------------------- | -------- | ---- |
| An der Lamme 52° 0′ 50″ N, 10° 2′ 7″ O | Herrenhaus  | Hof von Schaffhausen | 34477833 | BW   |

## Königsdahlum

### Gruppe: Mühlenanlage, An der Kaiserpfalz 15
Die Gruppe „Mühlenanlage, An der Kaiserpfalz 15“ hat die ID 34455539.

| Lage                                             | Bezeichnung  | Beschreibung | ID       | Bild |
| ------------------------------------------------ | ------------ | ------------ | -------- | ---- |
| An der Kaiserpfalz 15 51° 59′ 5″ N, 10° 7′ 6″ O  | Wohnhaus     |              | 34486876 | BW   |
| An der Kaiserpfalz 15 51° 59′ 5″ N, 10° 7′ 5″ O  | Stall        |              | 34486979 | BW   |
| An der Kaiserpfalz 15 51° 59′ 5″ N, 10° 7′ 6″ O  | Erdkeller    |              | 34487057 | BW   |
| An der Kaiserpfalz 15 51° 59′ 3″ N, 10° 7′ 4″ O  | Bachverlauf  | Nette        | 34486928 | BW   |
| An der Kaiserpfalz 15 51° 59′ 3″ N, 10° 7′ 7″ O  | Brücke       |              | 34486953 | BW   |
| An der Kaiserpfalz 15 51° 59′ 4″ N, 10° 7′ 10″ O | Mühlengraben |              | 34486904 | BW   |

### Einzelbaudenkmale
| Lage                                           | Bezeichnung    | Beschreibung                      | ID       | Bild |
| ---------------------------------------------- | -------------- | --------------------------------- | -------- | ---- |
| Schacht Hermann II 51° 57′ 39″ N, 10° 7′ 17″ O | Lokschuppen    |                                   | 34477984 | BW   |
| Kirchtorweg 51° 58′ 55″ N, 10° 6′ 55″ O        | Kirche         | Ev. Kirche Hl. Johannes d. Täufer | 34477901 | BW   |
| Kirchtorweg 51° 58′ 54″ N, 10° 6′ 54″ O        | Einfriedung    |                                   | 34478946 | BW   |
| Kirchtorweg 51° 58′ 54″ N, 10° 6′ 54″ O        | Staketzaun     |                                   | 34479119 | BW   |
| Zum Amboss 2 51° 58′ 56″ N, 10° 6′ 56″ O       | Wohnhaus       |                                   | 34478005 | BW   |
| Am alten Butzen 51° 58′ 53″ N, 10° 6′ 54″ O    | Kriegerdenkmal |                                   | 34477880 | BW   |
| Kirchtorweg 3 51° 58′ 56″ N, 10° 6′ 48″ O      | Wohnhaus       | Spenglersches Haus                | 34477943 | BW   |
| Kirchtorweg 9 51° 58′ 58″ N, 10° 6′ 53″ O      | Wohnhaus       |                                   | 34477964 | BW   |

## Mahlum

### Einzelbaudenkmale
| Lage                                                | Bezeichnung | Beschreibung            | ID       | Bild |
| --------------------------------------------------- | ----------- | ----------------------- | -------- | ---- |
| An der Kirche 52° 0′ 10″ N, 10° 10′ 5″ O            | Kirche      | Ev. Kirche St. Johannes | 34478046 | BW   |
| Braunschweiger Straße 38 52° 0′ 11″ N, 10° 10′ 2″ O | Wohnhaus    |                         | 34478112 | BW   |
| An Der Kirche 5 52° 0′ 9″ N, 10° 10′ 5″ O           | Pfarrhaus   |                         | 34478092 | BW   |
| Braunschweiger Straße 42 52° 0′ 8″ N, 10° 10′ 8″ O  | Wohnhaus    |                         | 34478132 | BW   |
| Alte Straße 11 52° 0′ 7″ N, 10° 10′ 16″ O           | Wohnhaus    |                         | 34478025 | BW   |

## Nette

### Einzelbaudenkmale
| Lage                                            | Bezeichnung | Beschreibung | ID       | Bild |
| ----------------------------------------------- | ----------- | --- | -------- | ---- |
| Kirchweg 52° 2′ 16″ N, 10° 5′ 1″ O              | Kirche      | Die evangelische Trinitatiskirche Nette wurde 1731 aus Bruchstein errichtet. Es ist ein verputzter Saalbau, die Gliederungen sind aus Sandstein. Der Westturm wurde 1576 erbaut, er trägt einen achteckigen Schieferhelm. Im Inneren befindet sich eine Voutendecke und eine spätbarocke Kanzel. | 34478214 |      |
| Hildesheimer Straße 1 52° 2′ 15″ N, 10° 5′ 5″ O | Pfarrhaus   | | 34478194 | BW   |
| Am Weinberg 52° 2′ 46″ N, 10° 5′ 12″ O          | Denkmal     | Ehrenmal | 34478152 | BW   |
| Am Weinberg (B243) 52° 2′ 49″ N, 10° 5′ 4″ O    | Säule       | Brandissäule | 34478173 | BW   |

## Ortshausen

### Gruppe: Hofanlage, Vor dem Dorfe 2
Die Gruppe „Hofanlage, Vor dem Dorfe 2“ hat die ID 38188302.

| Lage                                        | Bezeichnung        | Beschreibung | ID       | Bild |
| ------------------------------------------- | ------------------ | ------------ | -------- | ---- |
| Vor dem Dorfe 2 51° 59′ 11″ N, 10° 9′ 33″ O | Wohnhaus           |              | 34487083 | BW   |
| Vor dem Dorfe 2 51° 59′ 13″ N, 10° 9′ 33″ O | Wirtschaftsgebäude |              | 34487678 | BW   |
| Vor dem Dorfe 2 51° 59′ 14″ N, 10° 9′ 35″ O | Wirtschaftsgebäude |              | 34487700 | BW   |
| Vor dem Dorfe 2 51° 59′ 12″ N, 10° 9′ 36″ O | Wirtschaftsgebäude |              | 34487655 | BW   |
| Vor dem Dorfe 2 51° 59′ 11″ N, 10° 9′ 34″ O | Wirtschaftsgebäude |              | 34487722 | BW   |

### Einzelbaudenkmale
| Lage                                    | Bezeichnung | Beschreibung | ID       | Bild |
| --------------------------------------- | ----------- | ------------ | -------- | ---- |
| Kunterstraße 51° 59′ 5″ N, 10° 9′ 57″ O | Kirche      | St. Johannes | 34478235 | BW   |
| Unterdorf 10 51° 59′ 6″ N, 10° 9′ 58″ O | Wohnhaus    |              | 34478277 | BW   |

## Schlewecke

### Gruppe: Kirchplatz Schlewecke
Die Gruppe „Kirchplatz Schlewecke“ hat die ID 38188302.

| Lage                                      | Bezeichnung              | Beschreibung | ID       | Bild |
| ----------------------------------------- | ------------------------ | --- | -------- | ---- |
| Am Ring 52° 2′ 27″ N, 10° 8′ 16″ O        | Kirche                   | Die evangelische Kirche der Heiligen Jungfrau Maria stammt im Ursprung aus dem Mittelalter. Das Schiff wurde laut einer Inschrift von 1822 bis 1838 erneuert. Es ist ein Rechtecksaal mit Risaliten. Im Inneren befindet sich eine Westempore mit dorischen Säulen. Weiter befindet sich eine klasszitische Altar-Kanzel-Wand in der Kirche. | 34478297 | BW   |
| Bleekstraße 13 52° 2′ 27″ N, 10° 8′ 19″ O | Pfarrhaus                | | 38190630 | BW   |
| Mittelweg 12 52° 2′ 25″ N, 10° 8′ 20″ O   | Schule                   | Bibliothek | 34478359 | BW   |
| Mittelweg 12 52° 2′ 25″ N, 10° 8′ 19″ O   | Nebengebäude             | | 38190652 | BW   |
| Mittelweg 10 52° 2′ 25″ N, 10° 8′ 18″ O   | Schule                   | | 38190671 | BW   |
| Mittelweg 52° 2′ 26″ N, 10° 8′ 17″ O      | Kriegerdenkmal           | | 34478318 | BW   |
| Mittelweg 8 52° 2′ 26″ N, 10° 8′ 15″ O    | Wohnhaus                 | | 34478339 | BW   |
| Mittelweg 8 52° 2′ 25″ N, 10° 8′ 15″ O    | Stallgebäude             | | 38190716 | BW   |
| Mittelweg 8 52° 2′ 25″ N, 10° 8′ 14″ O    | Wirtschaftsgebäude       | | 38190735 | BW   |
| Am Ring 6 52° 2′ 26″ N, 10° 8′ 14″ O      | Spritzenhaus             | | 38190754 | BW   |
| Am Ring 6 52° 2′ 27″ N, 10° 8′ 14″ O      | Stallscheune             | | 38190787 | BW   |
| Am Ring 6 52° 2′ 27″ N, 10° 8′ 13″ O      | Wohn-/Wirtschaftsgebäude | | 38190805 | BW   |

### Gruppe: Hofanlage Mittelweg 6
Die Gruppe „Hofanlage Mittelweg 6“ hat die ID 34459840.

| Lage                                   | Bezeichnung     | Beschreibung | ID       | Bild |
| -------------------------------------- | --------------- | ------------ | -------- | ---- |
| Mittelweg 6 52° 2′ 25″ N, 10° 8′ 13″ O | Wohnhaus        |              | 34487469 | BW   |
| Mittelweg 6 52° 2′ 24″ N, 10° 8′ 13″ O | Stall           |              | 34487524 | BW   |
| Mittelweg 6 52° 2′ 26″ N, 10° 8′ 12″ O | Hofeinfahrtstor |              | 34487596 | BW   |
| Mittelweg 6 52° 2′ 24″ N, 10° 8′ 11″ O | Remise          |              | 34487548 | BW   |

### Gruppe: Gutsanlage, Nienhagen 6
Die Gruppe „Gutsanlage, Nienhagen 6“ hat die ID 34455509.

| Lage                                   | Bezeichnung              | Beschreibung | ID       | Bild |
| -------------------------------------- | ------------------------ | ------------ | -------- | ---- |
| Nienhagen 5 52° 3′ 15″ N, 10° 8′ 38″ O | Wohnhaus                 |              | 34487105 | BW   |
| Nienhagen 5 52° 3′ 15″ N, 10° 8′ 39″ O | Nebengebäude             |              | 34487176 | BW   |
| Nienhagen 6 52° 3′ 13″ N, 10° 8′ 36″ O | Teich                    |              | 34487223 | BW   |
| Nienhagen 6 52° 3′ 13″ N, 10° 8′ 39″ O | Teich                    |              | 34487199 | BW   |
| Nienhagen 6 52° 3′ 12″ N, 10° 8′ 37″ O | Scheune                  |              | 39924292 | BW   |
| Nienhagen 6 52° 3′ 11″ N, 10° 8′ 39″ O | Schafstall               |              | 39924321 | BW   |
| Nienhagen 6 52° 3′ 10″ N, 10° 8′ 38″ O | Wohn-/Wirtschaftsgebäude |              | 34487128 | BW   |
| Nienhagen 6 52° 3′ 11″ N, 10° 8′ 36″ O | Stallscheune             |              | 34487153 | BW   |

### Einzelbaudenkmale
| Lage                                   | Bezeichnung | Beschreibung | ID       | Bild |
| -------------------------------------- | ----------- | ------------ | -------- | ---- |
| Nienhagen 3 52° 3′ 8″ N, 10° 8′ 7″ O   | Wohnhaus    |              | 34478796 | BW   |
| Nienhagen 4 52° 3′ 11″ N, 10° 8′ 21″ O | Wohnhaus    |              | 39924493 | BW   |

## Störy

### Einzelbaudenkmale
| Lage                                           | Bezeichnung              | Beschreibung          | ID       | Bild |
| ---------------------------------------------- | ------------------------ | --------------------- | -------- | ---- |
| St. Adriansplatz 52° 0′ 36″ N, 10° 5′ 1″ O     | Kirche                   | Ev. Kirche St. Adrian | 34478379 | BW   |
| Karl-Peters-Straße 9 52° 0′ 37″ N, 10° 5′ 6″ O | Wohn-/Wirtschaftsgebäude |                       | 34478664 | BW   |
| Karl-Peters-Straße 9 52° 0′ 36″ N, 10° 5′ 7″ O | Einfriedung              |                       | 34478881 | BW   |

## Upstedt

### Einzelbaudenkmale
| Lage                                 | Bezeichnung    | Beschreibung | ID       | Bild |
| ------------------------------------ | -------------- | ------------ | -------- | ---- |
| Querstraße 52° 2′ 5″ N, 10° 4′ 14″ O | Kirche         |              | 34478400 | BW   |
| Zur Linde 52° 2′ 3″ N, 10° 4′ 12″ O  | Baum           | Thielinde    | 34478859 | BW   |
| Zur Linde 52° 2′ 3″ N, 10° 4′ 12″ O  | Kriegerdenkmal |              | 34478421 | BW   |
| Zur Linde 52° 2′ 3″ N, 10° 4′ 12″ O  | Einfriedung    |              | 34479206 | BW   |

## Volkersheim

### Gruppe: Kirche, Gedenkstein, Nebengebäude, Georgsberg
Die Gruppe „Kirche, Gedenkstein, Nebengebäude, Georgsberg“ hat die ID 4455524.

| Lage                                | Bezeichnung          | Beschreibung         | ID       | Bild |
| ----------------------------------- | -------------------- | -------------------- | -------- | ---- |
| Georgsberg 52° 1′ 6″ N, 10° 9′ 6″ O | Kirche               | St. Georg            | 34487246 | BW   |
| Georgsberg 52° 1′ 5″ N, 10° 9′ 6″ O | Kriegerdenkmal       | 1870/1871, 1914/1918 | 34487270 | BW   |
| Georgsberg 52° 1′ 5″ N, 10° 9′ 7″ O | Nebengebäude         | Georgsberg           | 34487293 | BW   |
| 52° 1′ 5″ N, 10° 9′ 5″ O            | Sandsteineinfriedung |                      | 34487572 | BW   |

### Einzelbaudenkmale
| Lage                                         | Bezeichnung    | Beschreibung        | ID       | Bild |
| -------------------------------------------- | -------------- | ------------------- | -------- | ---- |
| Oberhof 2 52° 1′ 6″ N, 10° 9′ 8″ O           | Schule         |                     | 34478463 | BW   |
| Steinweg 5 52° 1′ 0″ N, 10° 9′ 6″ O          | Schlossgebäude | Schloss Volkersheim | 34478483 |      |
| Hainbergstraße 2/4 52° 1′ 3″ N, 10° 8′ 50″ O | Wohnhaus       |                     | 34478443 | BW   |

## Werder

### Gruppe: Mühlengehöft Werder
Die Gruppe „Mühlengehöft Werder“ hat die ID 34455671.

| Lage                                          | Bezeichnung | Beschreibung                      | ID       | Bild |
| --------------------------------------------- | ----------- | --------------------------------- | -------- | ---- |
| Wasserburgstraße 1 52° 2′ 16″ N, 10° 7′ 12″ O | Speicher    | Nebengebäude der ehemaligen Mühle | 34487500 | BW   |
| Wasserburgstraße 1 52° 2′ 15″ N, 10° 7′ 11″ O | Stall       | Nebengebäude der ehemaligen Mühle | 34487315 | BW   |

### Einzelbaudenkmale
| Lage                                           | Bezeichnung              | Beschreibung | ID       | Bild |
| ---------------------------------------------- | ------------------------ | ------------ | -------- | ---- |
| Wasserburgstraße 52° 2′ 16″ N, 10° 6′ 59″ O    | Kapelle                  |              | 34478544 | BW   |
| Wasserburgstraße 20 52° 2′ 17″ N, 10° 6′ 56″ O | Wohn-/Wirtschaftsgebäude |              | 34478565 | BW   |
| Netter Straße 2 52° 2′ 13″ N, 10° 6′ 49″ O     | Wohnhaus                 |              | 34478524 | BW   |
| Netter Straße 52° 2′ 13″ N, 10° 6′ 49″ O       | Brücke                   |              | 34478504 | BW   |